# Kannabidiol
A kannabidiol (INN: cannabidiol), (röviden CBD) egy nem pszichoaktív kannabinoid molekula, amely a kendernövény (Cannabis sativa) növényben és virágzatában található. A marihuána, és a Sativex nevű gyógyszer, valamint néhány táplálékkiegészítő készítmény fő hatóanyaga.
Az Európai Unióban kozmetikai összetevőként van engedélyezve.
A CBD (a WHO szerint) emberi szervezetre nem ártalmas, nem okoz függőséget illetve használata olymértékben biztonságos, hogy az semmilyen kockázattal sem jár együtt. A kannabisz használat esetén mérsékeli a tetrahidrokannabinol (THC) eufórikus hatását, melynek izomere enyhe szedatív hatással rendelkezik.
Csökkentheti a THC ürülésének sebességét a szervezetből, feltehetőleg azáltal, hogy gátolja a THC metabolizmusát a májban. A CBD alacsony affinitással van a CB1-, és a CB2- receptorokra, azonban a receptorok agonistáinak erős antagonistája. Más szóval képes blokkolni a receptorokat aktiváló vegyületek egyes hatásait.
Kísérletek szerint enyhíti a görcsöket, gyulladásokat, szorongást, hányingert, gátolhatja a rákos sejtek növekedését és javítja az alvásminőséget. Az epilepsziás betegek bizonyos százaléka esetén tünetmentessé teszi a betegséget, bizonyos százaléka esetén pedig jelentős mértékben képes csökkenteni a rohamok számát, és kedvezően hat az epilepsziával összefüggésbe hozható patofiziológiai folyamatokra. Újabb kutatások szerint a kannabidiol hatékony atípusos antipszichotikum a skizofrénia kezelésében, de más hatásmehcanizmussal működik, mint a hagyományos antipszichotikumok.

## Gyógyászati felhasználás
2005 áprilisában Kanadában törzskönyvezték a Sativex gyógyszert, amely egy görcsoldó, illetve  fájdalomcsillapító szájspray sclerosis multiplex betegek számára.

### Gyógyszerek
A Sativex nevű gyógyszer a kannabisz növény két összetevőjét tetrahidrokannabinolt és kannabidiolt, megfelelő (közel 50-50%-os) arányban tartalmazza. Bár a kannabidiol (CBD) ellensúlyozni tudja a THC bizonyos tudatmódosító hatásait, a gyógyszer használata képes pszichoaktív mellékhatásokat okozni.

#### Epidiolex
Az Epidiolex egy 98% CBD tartalmú kivonat hígított (100 mg/ml) változata, amit kezelhetetlen epilepsziában (főként a Dravet,valamint a Lennox-Gastaut szindróma) szenvedők kezelésére fejlesztett ki a GW Pharmacueticals gyógyszercég.
Az Epidiolex 3. fázisú klinikai vizsgálatának eredményei:
Az anekdotikus beszámolók szerint a kannabidiol hatásos a hagyományos epilepsziaellenes terápiára nem reagáló (terápiarezisztens) epilepsziával küzdő gyermekek esetében, többek között a Dravet szindróma és a Lennox-Gastaut szindróma terápiájaként. A kísérlet során a hagyományos terápiára nem reagáló (terápiarezisztens), epilepsziával küzdő gyermekek és fiatal felnőttek vettek be egy prospektív megfigyeléses vizsgálatba. A 4 hetes kiindulási időben a szülők/gondozók roham naplót vezettek minden megszámlálható motor roham típusról. A betegek egy erősen standardizált növényi eredetű, tisztított CBD gyógyszert kaptak, fokozatosan növekvő adagban (2-5 mg/kg/nap-tól) kezdve maximálisan 25 mg/kg/nap adagig emelve.
A vizsgálatot követően a következő eredményeket kapták:„261 beteg kapott legalább 3 hónapos kezelést és adatok biztosított az utolsó csoport adatgyűjtéskor (136 (52%) férfi; átlagéletkor 11,8 év. A leggyakoribb diagnózis a Dravet szindróma (44; 17%) és a Lennox-Gastaut szindróma (40; 15%) voltak. A 3 hónapos terápia után a medián teljes rohamgyakoriság csökkenés 45,1% az összes betegnél, és 62,7% a Dravet szindrómás betegeknél. A Lennox-Gastaut szindrómás betegeknél a medián csökkenése az atóniás rohamokban a kiindulási értékhez képest 71,1%. Az összes beteg 47%-ánál ≥50%-kal csökkentek a rohamok. Rohammentesség 3 hónap után a betegek 9%-ánál és a Dravet szindrómás betegek 13%-ánal alakult ki. A kannabidiol és a klobazám együttes adása mellett magasabb volt a terápiás válasz (≥50% rohamcsökkenés): 57% v. 39%; ez tükrözheti a dezmetil klobozám metabolit emelkedését.”
A gyógyszer biztonságosságára vonatkozó adatok alapján a nemkívánatos események a betegek ≥10%-ánál aluszékonyság (23%), hasmenés (23%), fáradtság (17%), csökkent étvágy (17%), rohamok (17%) és hányás (10%) fordult elő. 14 betegnél (4%) volt olyan nemkívánatos esemény, ami a CBD kezelés felfüggesztéséhez vezetett. 36 beteg (12%) abbahagyta a kezelést, elsősorban a hatásosság hiánya miatt. Az olyan súlyos mellékhatások melyek összefüggésben hozhatók  voltak a kezeléssel a 16 beteg (5%) esetében jelentkeztek, ezek között volt a megváltozott májenzimek (megjegyzendő, hogy ez utóbbi mellékhatás azoknál jelentkezett akik szedtek valproátot és klobazámot is), az olyan ritkán előforduló mellékhatások között volt továbbá (mely csak néhányuk esetében jelentkezett) a görcsroham, a hasmenés, a testsúlycsökkenés, illetve trombocitopénia is.
A vizsgálat eredményei alapján a kutatók azt a következtetést vonták le, hogy a kannabidiol egy a betegek által jól tolerálható szer, mely ígéretes terápiává válhat a hagyományos epilepsziaellenes kezelésre nem reagáló epilepszia esetében.
Az Epidiolex klinikai vizsgálatok 2015-ben Magyarországon is elkezdődtek, először csak felnőttekkel, majd 2016 májusában gyerekekkel is.

### Alternatív gyógyászat
A világ számos országában forgalomban van, mint étrend-kiegészítő, kivonatot tartalmazó olaj formájában. Használata Magyarországon nem ütközik a kábítószerekkel kapcsolatos jogszabályokba (amennyiben a kivonatolaj esetén, legfeljebb 0,2%, vagy kevesebb THC-t tartalmaz). A CBD-t dúsított formában tartalmazó termékek ugyanakkor nem engedélyezett új élelmiszereknek számítanak, étrend-kiegészítőként való forgalmazásuk tiltott. 2021-ben több tucat CBD-tartalmazó étrend-kiegészítő forgalmazását tiltották be.

## Farmakológia
A kannabidiol mint antagonista kötődik a CB1- vagy CB2-receptorokhoz, leszorítja az oda aktiv agonistaként kötődő molekulákat mint a THC, mivel köztük versengés alakul ki a receptor kötőhelyért.

## Kémia
A kannabidiol vízben oldhatatlan, de szerves oldószerekben jól oldódik. Szobahőmérsékleten színtelen kristályokat alkot.
Hő hatására 250-400 °C-on) a kannabidiol 25-52%-a hőbomlással átalakul, fő bomlásterméke a THC. A kannabidiolt tartalmazó e-cigarettatöltetek fogyasztói így tulajdonképpen a THC pszichotróp hatásait is élvezik.

## Megjegyzés
1. ↑  Sem halucinogén, sem euforizáló, sem stimuláns, sem egyéb olyan hatással nem rendelkezik, mely miatt kábítószerként üldözendő lehetne.

## Lásd még
- Kannabisz